# Fimbriariidae
Fimbriariidae är en familj av plattmaskar. Fimbriariidae ingår i ordningen Eucestoda, klassen Neodermata, fylumet plattmaskar och riket djur.